# Tapinocaninus
Tapinocaninus pamelae
Genre
Espèce
Tapinocaninus est un genre fossile de thérapsides dinocéphales, appartenant à la famille également éteinte des Tapinocephalidae, et dont une seule espèce est connue, Tapinocaninus pamelae, ayant vécu dans ce qui est aujourd'hui l'Afrique du Sud, dans la période Wordien du Permien moyen, il y a entre 268 et 265 millions d'années. 

## Description
Tapinocaninus atteignait 3 mètres de long, pour une masse allant jusqu'à 1 000 kg. On pense qu'il était herbivore ou omnivore. Ce dinocéphale a une dentition hétérodonte, formée d'incisives, de canines — celles-ci sans talon d'écrasement net — et de post-canines.      

## Découverte
Des fossiles ont été trouvés par le professeur Bruce Rubidge dans la zone d'assemblage d'Eodicynodon (en) des gisements du désert de Karoo en Afrique du Sud, dans les Beaufort West Beds de Beaufort West. Quatre spécimens sont connus — l'holotype (NMQR 2987) et trois paratypes (NMQR 2985, 2986 et ROZ K95) — qui présentent tous les os du crâne et de la mandibule. 

## Étymologie
Le genre Tapinocaninus du latin tapino, « humble », et caninus, « canine », fait référence à la taille réduite des canines de cette espèce.
Le nom spécifique pamelae a été donné en l'honneur de Pam Rubidge, la mère du découvreur, qui a soutenu son fils dans sa passion pour la paléontologie.

## Publication originale
- (en) Bruce Sidney Rubidge, « A new primitive dinocephalian mammal-like reptile from the Permian of southern Africa », Palaeontology, Londres, Wiley-Blackwell et Palaeontological Association, vol. 34, no 3,‎ septembre 1991, p. 547 (ISSN 0031-0239 et 1475-4983, OCLC 44674714 et 1761779, lire en ligne).